# 鷹城勲
鷹城 勲（たかしろ いさお、1943年7月13日 - ）は日本の実業家。

## 略歴
1943年生まれ。愛媛県出身。青山学院大学経済学部第二部経済学科に進学。同校卒業後に日本空港ビルデングに入社し、1995年に取締役、2003年に副社長、2005年に代表取締役社長に就任、それぞれ歴任したのち、2016年に代表取締役会長兼CEOに就任。傘下の複数の空港関連企業の役員を兼任している。
2011年春、藍綬褒章を受章した。
2025年5月9日付で横田信秋社長と共に辞任した。同日、子会社が古賀誠元自民党幹事長の長男が代表を務めるコンサルティング会社に利益供与していたとされる問題で、同社の特別調査委員会は利益供与目的の不適切な取引があったとする調査結果を公表し、横田社長が主導し、鷹城も容認、助長していたと認定した。